# Sphecodes saxicolus
Sphecodes saxicolus là một loài Hymenoptera trong họ Halictidae. Loài này được Warncke mô tả khoa học năm 1992.